# 胰腺炎
胰臟炎（英語：pancreatitis）又稱胰腺炎，即胰臟發炎，是多种致病因素导致胰液外溢后与胰实质接触，或胰液中的消化酶被激活，发生胰腺自体消化的化学炎症。根据病程分为急性胰腺炎和慢性胰腺炎。
胰臟是身體裡的一個大型器官，位置在胃後方，功能有分泌消化酶等等。胰臟炎有兩種，分別是急性和慢性。兩種型式共同表現的症狀有上腹部疼痛、噁心、嘔吐等。值得注意的是，胰臟炎所引發的疼痛，病患通常會感覺從上腹部一直繞到背後都有疼痛感，且程度十分劇烈。兩種型式也有一些不同的表現，急性胰臟炎可能會有發燒的情況，但通常幾天內就會緩解；慢性胰臟炎則可能會有體重減輕、糞便帶有油脂、腹瀉等情況發生；另外慢性會有感染、出血、糖尿病等併發症，可能也會影響到身體其他器官。
急性胰臟炎最常見的病因是膽結石以及酗酒。其他可能的原因包括：外傷、使用特定藥物、腮腺炎等感染甚至是腫瘤等。慢性胰臟炎可能為急性胰臟炎後的結果。但最常見的原因還是因為多年的酗酒。其他可能引發慢性胰臟炎的原因有：高血脂、高血鈣、使用特定藥物甚至是部分遺傳性疾病，像是囊腫纖維症。抽菸會同時增加急性與慢性胰臟炎發生的可能。診斷急性胰臟炎時，血中的澱粉酶或脂解酶可能為正常值的三倍以上，但慢性胰臟炎的澱粉酶跟脂解酶可能為正常數值。超音波或電腦斷層等醫學影像檢查也可幫助診斷。
急性胰臟炎經常以靜脈點滴及止痛藥治療，有時也會使用抗生素。一般急性胰臟炎會禁止飲食及喝水，會用鼻胃管將食物直接餵到胃中。如果胰管阻塞，會施行內視鏡逆行性膽胰管攝影（ERCP）的手術，維持胰管通暢，攝影時如果發現膽囊有膽結石，也會一併摘除。至於慢性胰臟炎，除了上述所提及的治療外，也可能暫時使用管灌飲食，來提供患者充足的營養。長期而言需要改善飲食習慣並進行胰酶替代療法，有時會需要以手術去除部分胰腺。
每年於十萬人中，大約會有三十人罹患急性胰臟炎。而每年每十萬人中，會多出八個慢性胰臟炎的新案例，在美國，約有萬分之五的人罹患慢性胰臟炎。1990年全球共有八萬三千人因此喪命，到了2013年，則上升到了十二萬三千人。相對於女性，男性更容易罹患胰臟炎。慢性胰臟炎大多好發於三十歲至四十歲左右成人，在幼童極為少見。1882年第一次由解剖時發現急性胰臟炎，而直到1946年，慢性胰臟炎才逐漸被視為一種疾病。

## 症状和体征
急性胰腺炎最常见的症状是严重的上腹部烧灼样疼痛放射到背部。疼痛会有所不同，这取决于严重程度和内部出血。血压升高或减少，心脏出血率和呼吸率也会升高。慢性胰腺炎可导致糖尿病或胰脏癌。不明原因的体重减轻，可能会出现胰腺酶的缺乏阻碍了消化。

## 原因
80％的胰腺炎是由于摄入酒精过多和胆结石，胆结石是一种最常见的急性胰腺炎的病因。酒精是一种最常见的慢性胰腺炎的病因。
其他常见的原因包括外伤、腮腺炎、自體免疫性疾病、蝎子蜇伤、高血钙、血中甘油三酯高、低温。胰腺分裂的胰腺，可依据一些经常性的情况下，是一种常见的先天性畸形。怀孕可以是一个原因，可能是因为怀孕导致血中甘油三酯升高。
不太常见的原因包括胰腺癌和胰管结石。

## 感染的原因
许多传染性病原体已被确认为急性胰腺炎的原因。
- 单纯疱疹病毒
- 腮腺炎
- 水痘带状疱疹病毒
- 军团菌
- 钩端螺旋体病
- 沙门氏菌
- 蛔虫
- 隐孢子虫
- 弓形虫

## 诊断
诊断胰腺炎，可以用以下方式：
- 有胰腺炎特征的腹痛
- 血淀粉酶或脂肪酶比正常水平4-6倍，但是这将取决于在实验室测试的血液。
- 腹部超声一般是首先执行，胰腺的原因的诊断，这是有利的，例如，检测胆结石，酒精性脂肪肝的诊断（结合饮酒史）。他们是急性胰腺炎的主要原因。腹部超声检查也显示了发炎胰腺炎明确。这很方便、简单，而且价格低廉。
- CT扫描
- 淀粉酶或脂肪酶是也是普遍性的诊断，脂肪酶通常被认为是一个更好的指标，但是这是有争议的。

## 治疗
吗啡减缓疼痛通常被认为是合适的。但是有临床研究表明，吗啡能加重或引起胰腺炎或胆囊炎。

## 并发症
早期的并发症有休克、低血钙、高血糖、脱水。呼吸系统并发症往往是比较严重的。胰腺酶可以攻击肺部，引起炎症。严重的炎症可以导致腹腔内高压和腹腔室隔综合征，进一步损害肾功能和呼吸功能。急性坏死性胰腺炎可导致胰腺脓肿和坏死。